# 大刀洗町
大刀洗町（日语：／ Tachiarai machi */?）是位于日本福岡縣筑後平原北部的一個城鎮，屬三井郡。

## 歷史
南北朝時代、菊池武光在此清洗太刀，因此得到了「太刀洗」的地名，到現在演變成「大刀洗」和「太刀洗」兩種名稱。
1889年實施町村制時，原本申請名稱為「太刀洗村」，但最後官方公佈的名稱變成「大刀洗村」。

### 年表
- 1889年4月1日：實施町村制，現在的轄區在當時分屬：
  - 御原郡：大刀洗村和本鄉村。
  - 御井郡：大堰村。
- 1896年2月26日：御井郡、御原郡和山本郡合併為三井郡。
- 1955年3月31日：大刀洗村、本鄉村、大堰村合併為大刀洗町。

### 變遷表
| 1889年以前 | 1889年4月1日    | 1896年2月26日 - 1926年 | 1926年 - 1954年 | 1955年 - 1964年        | 1965年 - 1988年        | 1989年 - 現在          | 現在                   |
| ---------- | --------------- | ---------------------- | --------------- | ---------------------- | ---------------------- | ---------------------- | ---------------------- |
|            | 御原郡 大刀洗村 | 三井郡 大刀洗村        | 三井郡 大刀洗村 | 1955年3月31日 大刀洗町 | 1955年3月31日 大刀洗町 | 1955年3月31日 大刀洗町 | 1955年3月31日 大刀洗町 |
|            | 御原郡 本鄉村   | 三井郡 本鄉村          | 三井郡 本鄉村   | 1955年3月31日 大刀洗町 | 1955年3月31日 大刀洗町 | 1955年3月31日 大刀洗町 | 1955年3月31日 大刀洗町 |
|            | 御井郡 大堰村   | 三井郡 大堰村          | 三井郡 大堰村   | 1955年3月31日 大刀洗町 | 1955年3月31日 大刀洗町 | 1955年3月31日 大刀洗町 | 1955年3月31日 大刀洗町 |

## 交通

### 鐵路
- 甘木鐵道
  - 甘木線：西太刀洗車站

名為「太刀洗」的太刀洗車站實際上位於相鄰的筑前町。
|  |

- 西日本鐵道
  - 甘木線：本鄉車站 - 大堰車站

### 道路
高速道路
- 大分自動車道：大刀洗休息區

## 教育
- 大刀洗中学校
- 大刀洗小学校
- 大堰小学校
- 本郷小学校
- 菊池小学校

## 觀光資源
- 下高橋官衙遺跡（國家史跡）
- 今村天主教會（福岡縣指定有形文化財）
- 三原城遺跡
- 舊日本陸軍太刀洗飛行場遺跡

## 本地出身之名人
- 木庭健太郎：日本參議院議員